# Velika Kotula
Vela Kotula je otočić južno od Pašmana, u hrvatskom dijelu Jadranskog mora.
Njegova površina iznosi 0,124 km². Dužina obalne crte iznosi 1,58 km.

## Vanjske poveznice
|  | Zajednički poslužitelj ima još gradiva o temi Velika Kotula |